# Adriano de Tiro

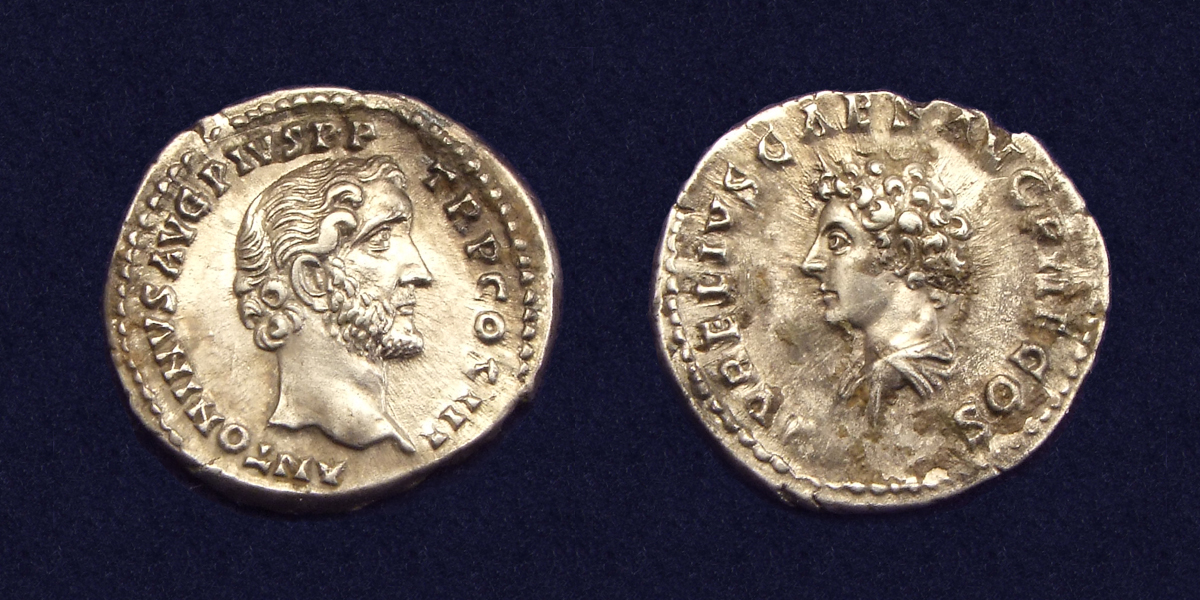
Denário de Antonino Pio r. e Marco Aurélio r.

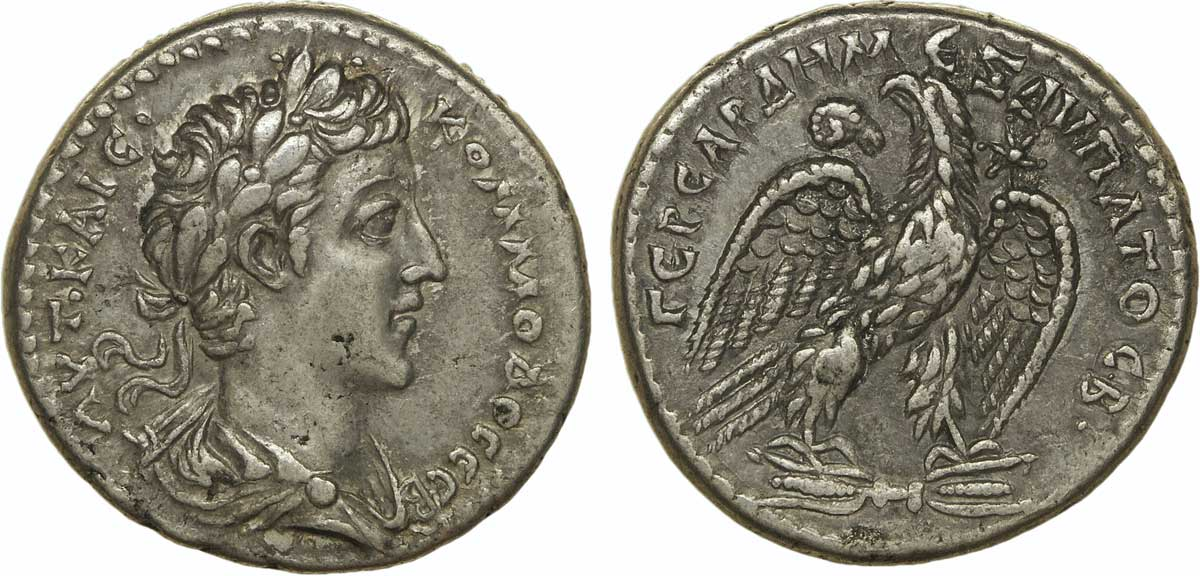
Denário do imperador Cômodo r.

Adriano de Tiro (em latim: Adrianus; em grego: Αδριανός; romaniz.: Adrianós) foi um retórico e sofista grego originário da cidade de Tiro, na Fenícia, que floresceu durante o reinado dos imperadores romanos Marco Aurélio (r. 161–180) e Cômodo (r. 180–192). Era um discípulo do notório Herodes Ático (101–176) e obteve a cadeira de filosofia na Academia de Atenas durante a vida de seu mestre. Sabe-se que Herodes teria dito que os discursos inacabados de seu aprendiz eram "os fragmentos de um colosso", enquanto Adriano, em retribuição, pronunciou uma oração funeral diante das cinzas de seu mestre.
Durante sua primeira palestra na Academia, Adriano teria começado com um modesto encômio sobre si mesmo, Πάλιν εκ Φοινίκης γράμματα, enquanto na magnificência de seu vestido e equipagem ele afetou o estilo do hierofante da filosofia. Segundo Filóstrato, em dado momento da vida de Adriano ele teria sido julgado e absolvido pelo assassinato de um sofista implorante que teria insultado-o: Adriano teria classificado tais insultos como "picadas de percevejos" (δήγματα κόρεων), mas seus alunos não estavam contentes com armas de ridicularização.
Durante a visita de Marco Aurélio em Atenas, Adriano tornar-se-ia amigo do imperador e seria convidado para morar em Roma. Após a morte de Marco Aurélio, Adriano tornar-se-ia secretário privado de Cômodo. Sabe-se que faleceria em Roma aos 80 anos, embora data seja desconhecida. Apesar disso, presume-se que não possa ter ocorrido depois de 192, anos do assassinato de Cômodo, pois alega-se que o imperador teria lhe enviado uma carta em seu leito de morte, onde é representado como se beijando com fervor religioso em seus últimos momentos.
A Suda lista suas obras como Metamorfose (7 livros), Sobre Tipos de Estilo (5 livros, Sobre Características Distintivas nos Assuntos (3 livros) e discursos epideicticos Phalaris e Consolação para Céler. Destas obras apenas três declamações sobreviveram.